# Бурятський національний костюм
Бурятський національний костюм (бур. буряад дегел) — традиційний одяг бурятського народу, частина його багатовікової культури. У ньому відбиваються його культура, естетика та дух. Традиції у національному одязі бурятів пов'язані, перш за все, з кочовим способом життя та суворим континентальним кліматом, з різкими перепадами температур. Національний одяг бурятів добре пристосований до кочового способу життя. Тривала їзда в сідлі вимагала такого одягу, який не стискав би руху сідока. Скотарство зумовило вибір матеріалів, з яких шився одяг. Костюм виготовлявся з хутра, вовни, шкіри, шовку, паперових тканин.

## Головний убір
Головний убір бурят (бур. малгай) — це шапка конічної форми, облямована оксамитом або хутром, яка нагорі завершується срібним навершям напівсферичної форми з червоною намистом (бур. дензе). Від нижньої частини «дензе» вниз струмують червоні шовкові пензлі (бур. улаан залаа).

## Енгер
Енгер або Дурбелжен енгер (досл. чотирикутний борт) є важливим елементом національного костюма бурят, знаходиться на грудній частині верхньої підлоги, де вшиваються три різнокольорові смуги — внизу рожево-червоного кольору, у середині чорного, зверху золотаво-жовтого, білого, зеленого або синього кольору. Початковий варіант енгера — жовто-червоний, чорний, білий.
Енгер як елемент одягу монголомовних народів, на думку Л. Л. Вікторової був відомий з часів киданської імперії.
У монгольських народів дослідники фіксують існування двох видів енгера. Один із них, на думку Бямбина Рінчена, ташуу енгер (досл. косий борт) був характерний для старовинного монгольського костюма і був замінений на інший варіант із квадратним бортом під впливом маньчжурів за часів імперії Цін. Хоча варіант характерний для бурятського національного костюма або квадратний енгер зафіксований у різних китайських джерелах, що описують монгольські народності часів створення монгольської імперії. Наприклад, повідомлення перекладі Р. Храпачевського: «Їх чорних татар одяг закривається праворуч квадратним подолом, за старих часів він шився з повсті, вовни та шкіри, а зараз — з полотна та шовків, прошитих золотими нитками». У варіанті перекладу Н. Ц. Мункуєва та Лінь Кюн-і: «У їхньої верхньої сукні поділ закривається праворуч, а борт квадратний». До цього опису примикає позначка іншого китайського спостерігача: «Поділ, який називають квадратним, це поділ, схожий на чотирикутник. Коміри такі самі, які роблять і китайці. Власник татар разом із членами чжуншу шен та іншими людьми з верхів суспільства вже не носять таке вбрання». Про одяг «верхів суспільства» на прикладі го-вана Мухалі йдеться таке: «У сукні до системи церемоніалу цілком відповідає установам, існуючим для сина Неба (тобто китайського імператора)». На думку Д. В. Цибікдоржієва, до моменту створення Монгольської імперії такий елемент одягу монголів як квадратний енгер почав виходити з вживання і замінюватися косим енгером, хоча мав до цього широке поширення починаючи з часів Кіданської імперії та розквіту Найманського ханства через його практичність, оскільки він добре закривав груди, а у варіанті — з коміром-стійкою — шию і горло, що було важливо при їзді верхи.
Енгер бурятського національного костюма виділяється існуванням верхньої смуги, що на відміну від інших смуг носить спеціальну назву сагаалса. Спочатку він був лише білого кольору. Згодом, разом з ним почали використовувати золотистий, зелений або синій кольори.
Ймовірно, у зв'язку з поширенням буддизму у верхній частині енгера почав використовуватися золотисто-жовтий колір. У буддизмі жовтий, особливо глибокий, насичений золотаво-жовтий — це колір врожаю і дозрілого зерна, що символізує як матеріальне, так й духовне багатство. Жовтий колір означає наявність великої кількості добрих якостей людини, її чеснот. На найвищому рівні, у вищому розумінні, жовтий колір є невичерпними багатствами просвітленого розуму, невичерпними перевагами самої реальності. На цьому рівні жовтий колір представляє безмежну продуктивність і креативність просвітленого розуму, творчу енергію, яка не просто відбувається, але виливається щедрим потоком, тече рясним дощем, скидається багатством духовних якостей на всіх живих істот.
Чорний колір у бурятів асоціюється із землею та домом і є символом наявності своєї батьківщини (бур. тоонто).
Червоний колір асоціюється з вогнем та символізує життєву енергію.
Синій колір традиційно пов'язаний із вічним синім небом.

## Улаан залаа
Улаан залаа чи червоні кисті — це декоративний і символічний елемент на головному уборі деяких монголомовних народів. Існує у вигляді червоної кисті у ойратів (у тому числі калмиків) і бурятів або шматка червоної тканини у халхів, а також тувинців .
У 1449 році ойратський Есен-тайши, керуючи монгольськими військами, розбив армію мінського Китаю і полонив імператора Чжу Цічженя. На честь цього він наказав носити на голові улаан зала всім народам що входили тоді в монгольську державу.

## Ніж та кресало
Ніж (бур. хутага) і кресало (бур. хете) — найчастіше вони зустрічаються в парі і обов'язково входили в екіпірування чоловіків. Ніж разом з піхвами міг бути подарований на подяку за будь-яку послугу або виступати як обмін дарами.

Спочатку бурятський ніж використовувався з чисто утилітарною метою — в основному як інструмент для забивання худоби. Забивали худобу на старовинний манер кочівників (цей спосіб також застосовують іспанські тореадори) — несподівано різко встромивши клинок через особливе вузьке місце біля основи черепа. Тварина не встигала злякатися. Для цього потрібен був вузький, довгий і прямий клинок. До того ж така форма клинка відмінно підходила для розрізання суглобів, свіжування шкіри і оброблення туші тварини. Таким чином, незвичайні форми бурятського ножа пов'язані з його первісним застосуванням у господарстві кочівника.
Первинна утилітарна функція ножа згодом змінилася декоративну: ніж став предметом прикраси костюма.
Піхви та руків'я стали прикрашатися металом, самоцвітами, карбуванням прикрашалася і металева підвіска. Використовувалося зазвичай срібло, улюблений бурятами метал для прикрас, іноді мельхіор. Золото не застосовувалося через дорожнечу та важкодоступність.
Кресало — парний предмет до ножа — плоска шкіряна сумочка, схожа на гаманець, розміром 4-5x7-10 см, внизу до нього прикріплено сталеве кресало. Лицьова сторона кресала прикрашалася срібними накладними бляхами з карбованими візерунками, серед яких переважали зооморфні, рослинні та геометричні. У шкіряному гаманці зберігалися трут і крем'яний камінь, за допомогою яких висікали іскри і добували вогонь. Тому кресало як джерело вогню — один із сакральних предметів, носять його так само, як ніж, на поясі, утворюючи тріаду — пояс, ніж і кресало.
У бурятів здавна існував звичай — при народженні сина батько замовляв йому ножа, який той передавав своєму синові, таким чином, він передавався з покоління в покоління. Якщо пояс вважається символом чоловічої честі та гідності, то ніж є сховищем його душі, життєвої енергії. Не можна було передавати ніж іншим особам, особливо чужим.

## Чоловічий варіант костюма

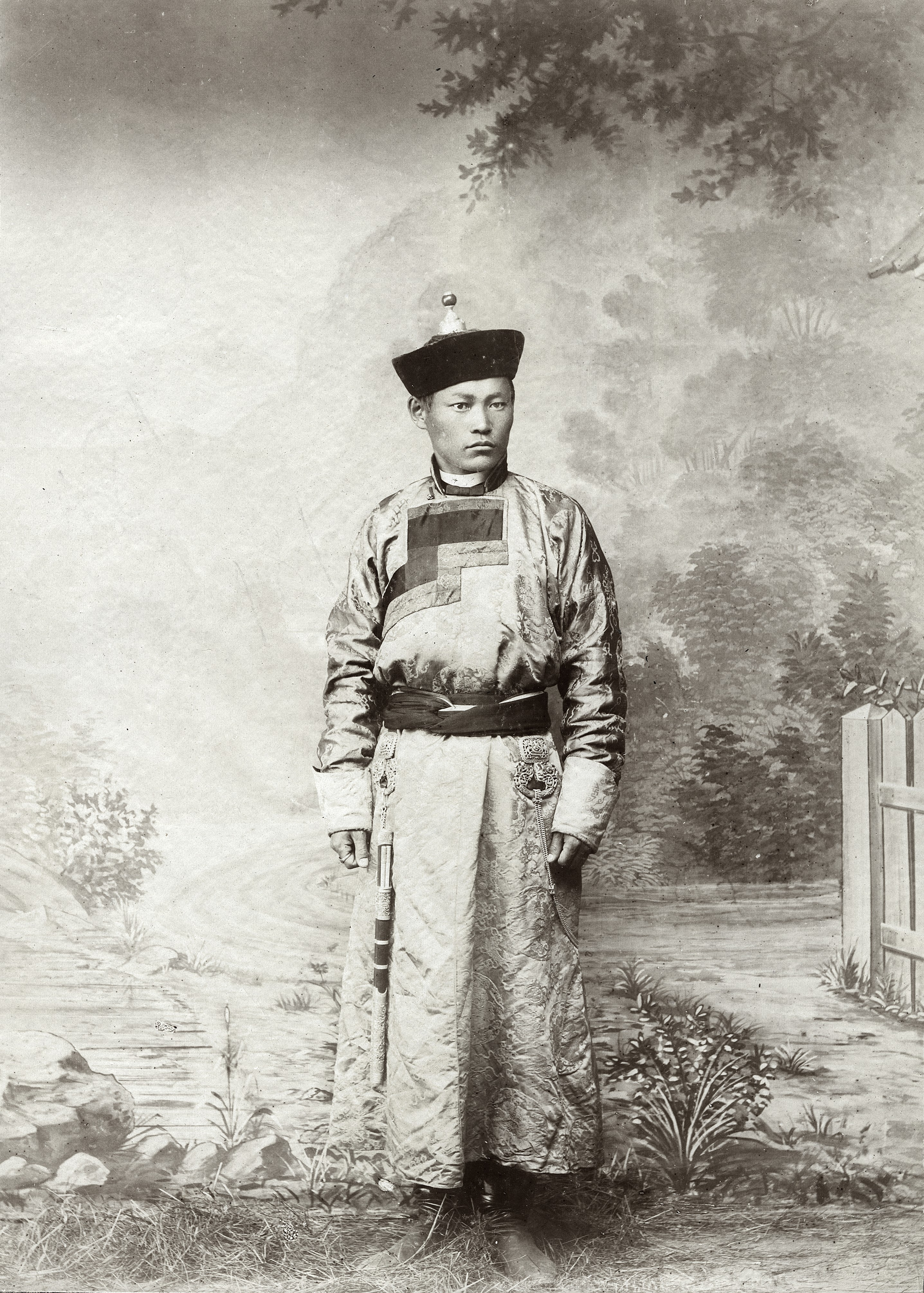
Забайкальський бурят у національному костюмі

Традиційна одяг бурятів була представлена в зимовому (бур. дегел) і літньому (бур. терліг) варіантах. Основним матеріалом для зимового одягу була овчина, яка покривалася оксамитом та іншими тканинами. Повсякденний дегел шився переважно з бавовняної тканини, а святковий — із шовку, оксамиту. Заможні буряти шили костюми з дорогих тканин та хутра (соболя, байкальської нерпи та ін.), прикраси виготовлялися переважно із срібла.
Дегели мають два подоли — верхній (бур. гадар хормой) та нижню (бур. дотор хормой), спинку (бур. ара тала), перед, ліф (бур. сееже), борти (бур. енгер).
Чоловічий халат зазвичай шили із тканин синього кольору, іноді коричневого, темно-зеленого, бордового. Обов'язковим атрибутом чоловічого халата були пояси, різноманітні за матеріалом, технікою виготовлення та розмірами.
Верхній одяг був прямоспинний, тобто не відрізний по талії, з довгими подолами, що розширюються донизу. На комірі пришивали від одного до трьох срібних, коралових, золотих гудзиків. Наступні гудзики пришивали на плечах, під пахвою і найнижчу — на талії. Верхні гудзики вважалися такими, що приносять щастя, благодать. Під час молебнів та виконання обрядів розстібали гудзики на комірі, щоб благодать без перешкод входила до тіла. Середні гудзики регулювали чисельність потомства, честь та гідність. Нижні гудзики були символами родючості худоби, матеріального достатку власника. Довголіття людини залежало, на думку бурятів та монголів, навіть від того, як застібають гудзики. Канонічна схема надягання і застібання — знизу вгору — починається від взуття, потім переходить до халата, при цьому гудзики застібаються знизу вгору, останньою надягається шапка.

## Жіночий варіант костюма

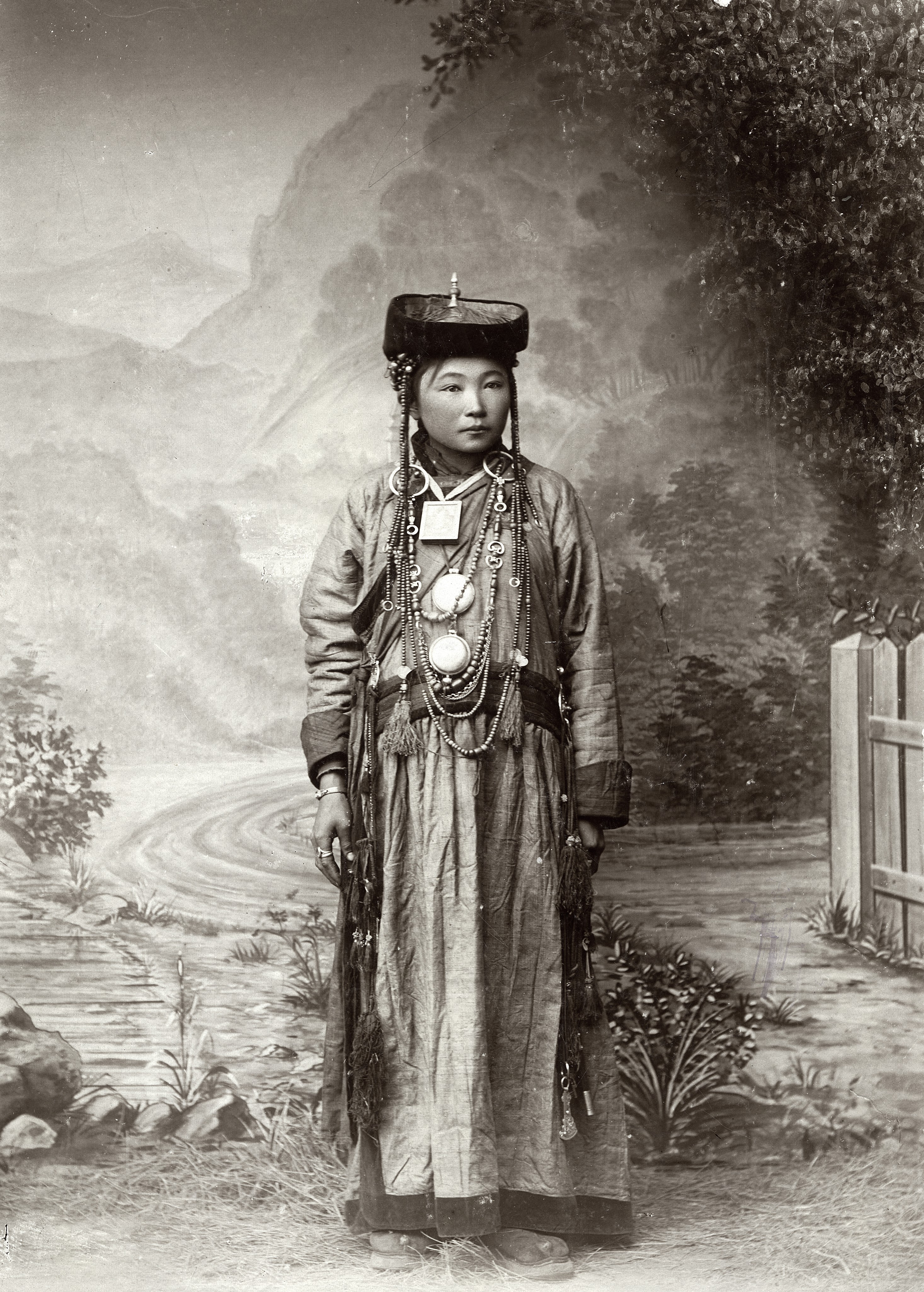
Агінська бурятка у національному одязі

Жіночий одяг складався з сорочки (бур. самса) та штанів (бур. умде), поверх яких носили халат (бур. дегел). Одяг змінювався відповідно до переходу з одного віку в інший, зі зміною становища в суспільстві, сім'ї та суворо відповідав віку жінки.
Дівчата носили довгі терліги або зимові дегели, підперезалися матер'яними поясами, які підкреслювали талію. У віці 14-15 років дівчата змінювали зачіску та крій сукні, яка відрізалася по лінії талії, а декоративна тасьма (бур. тууза) закривала в ньому лінію шва навколо талії. У дівчачому костюмі була безрукавка.
Вступаючи в шлюб, дівчата заплітали дві коси, відповідно до обряду yhe заhаха («переплетення волосся»). На виконання цього обряду збиралися близькі родичі нареченого, подруги нареченої.
Жіноче весільне вбрання — дегелей одягався поверх сукні, залишаючи перед відкритим, ззаду на поділі був розріз. В одружених жінок костюм складався зі збірної спідниці та кофти, зшитих на рівні талії, ліва пола запахувалася на праву і застібалася біля брами, на плечі та на правому боці, на особливі гудзики — тобшо. Брама була невисока стійка або відкладна. Рукави біля основи були широкі і мали збирання на плечі, оброблялися парчею і тасьмою всередині по шву.
Верх халата покривався якоюсь матерією, іноді шовком, усередині дегел обов'язково мав підкладку. Поділ спідниці та краї обох пол до кофти обшивались смугами кольорової матерії. Іноді поділ прикрашався хутром видри.
Безрукавка (уужа), що доповнює вбрання, — обов'язковий елемент костюма одруженої жінки всіх бурятських племен. У східних бурятів безрукавка — есегін звужа — була короткою і складалася з одного жилета. У західних бурятів безрукавка — сеежбе або хубайсі — мала жилет і пришиту до нього спідницю. Ошатну безрукавку прикрашали спереду вздовж розрізу срібними монетами або гудзиками з перламутру. Подібно до халата вона робилася на підкладці. Ця деталь костюма відігравала важливу роль у побуті жінки, вона не повинна була показуватися чоловікам, не надівши безрукавки, а також вона повинна завжди носити на голові шапку.

## Прикраси
Буряти надавали великого значення прикрасам. Жіночі прикраси східних бурятів відрізнялися складністю, багатоскладовістю і багатокомпонентністю. Вони були виконані в основному зі срібла зі вставками з коралу (найціннішим вважався рожевий корал), бірюзи, бурштину. Традиційно вважається, що головний убір східних бурятів складено так: верхня частина головного убору означає небосхил — тенгері, червоні пензлики — промені сонця — наран, нижня частина — землю — газар. Скроневі прикраси і сережки, що спадають на груди з головного убору, символізують зірки, сонце, місяць, дощ, сніг та ін. Шийні і нагрудні прикраси (гуу) мають родючу символіку і відповідають знаку Земля.
Найбільш поширеними прикрасами були: кільця (бегеліг), персні (бультуру), які носили майже на всіх пальцях, іноді в кілька рядів, крім середнього пальця. На обох руках жінка мала срібні браслети. Браслети та сережки носили постійно, не знімаючи. Нагрудна прикраса являла собою систему орнаментованих срібних медальйонів (гуу, урлей гер) квадратної форми (тебхер гуу), трикутної (зурхен гуу) а також круглої та аркоподібної. У них, як в обереги, зазвичай вкладалися молитви тибетською мовою.
Характерною особливістю головних прикрас є розмаїття спадаючих зверху вниз скронево-нагрудних прикрас з коралових намист і срібла (даруулгін huuxe) у вигляді масивних литих срібних кілець (еэмег) і безлічі підвісок. Довжина цих прикрас складала від 22 до 75 см, а ширина від 30-50 см. Інший тип скронево-нагрудних прикрас (huuxe-хонхо) являло собою намисто з дзвіночками.
Наплічна прикраса (муреней гуу, еемег-шуретей, утакан сасагтай) існувала у дівчат і молодих жінок лише хоринських пологів. Його пришивали на халат (дівчині) або безрукавку (жінку). Прикраса складалася із срібної основи конусоподібної круглої або квадратної форми, порожнистої всередині та з кораловою вставкою по центру. По краях з обох боків спускалися знизу з бісеру, коралів, перлів або срібних ланцюжків з шовковими пензлями на кінцях дві спереду та два ряди ззаду.
Молоді жінки та дівчата на виданні носили бічні підвіски (ганжуурга). Ця прикраса складалася з двох круглих срібних пластин (бекін хантарга, беле), які закріплювалися з обох боків на рівні пояса молодих жінок, дівчат на поясі. До однієї пластини на плетеній шовковій стрічці або срібному ланцюжку підвішувалися щипці, вуховертка (культибша), зубочистка (шудней шегшуур). На іншій пластині висіли маленький замочок, мініатюрний ніж (хутага) та кресало (хете). Підвіски закінчувалися пишними кистями з шовкових ниток червоного, зеленого та жовтого кольорів.